# Prebersee
Prebersee är en sjö i Österrike.   Den ligger i distriktet Tamsweg och förbundslandet Salzburg, i den centrala delen av landet, 220 km sydväst om huvudstaden Wien. Prebersee ligger 1 514 meter över havet.
I omgivningarna runt Prebersee växer i huvudsak blandskog. Runt Prebersee är det ganska glesbefolkat, med 21 invånare per kvadratkilometer.